# 内赫陶尔
内赫陶尔（Nehtaur），是印度北方邦Bijnor县的一个城镇。总人口44301（2001年）。

## 人口
该地2001年总人口44301人，其中男性23079人，女性21222人；0—6岁人口8097人，其中男4160人，女3937人；识字率49.25%，其中男性为54.47%，女性为43.57%。